# Pentäsjärvi, Norrbotten
Pentäsjärvi är en sjö i Pajala kommun i Norrbotten och ingår i Torneälvens huvudavrinningsområde. Sjön har en area på 1,53 kvadratkilometer och ligger 174 meter över havet. Sjön avvattnas av vattendraget Pentäsjoki (Karhujoki). En by med samma namn ligger vid sjön.

## Historia
Sjön omnämns för första gången 1554 som fisketräsk tillhörigt birkarlen Henrik Staffansson (Pello) i Pello.[källa behövs]

## Delavrinningsområde
Pentäsjärvi ingår i det delavrinningsområde (745364-183026) som SMHI kallar för Utloppet av Pentäsjärvi. Medelhöjden är 198 meter över havet och ytan är 31,93 kvadratkilometer. Räknas de 3 avrinningsområdena uppströms in blir den ackumulerade arean 98,49 kvadratkilometer. Pentäsjoki (Karhujoki) som avvattnar avrinningsområdet har biflödesordning 2, vilket innebär att vattnet flödar genom totalt 2 vattendrag innan det når havet efter 178 kilometer. Avrinningsområdet består mestadels av skog (52 procent) och sankmarker (40 procent). Avrinningsområdet har 1,53 kvadratkilometer vattenytor vilket ger det en sjöprocent på 4,8 procent.